# Essunga
La commune d'Essunga est une commune suédoise du comté de Västra Götaland, peuplée d'environ 5 670 habitants (2020). Son chef-lieu se situe à Nossebro.

## Localités principales
- Främmestad
- Jonslund
- Nossebro